# François Dosse
François Dosse (22 settembre 1950) è uno storico e filosofo francese.

## Biografia
Dopo aver preso il dottorato nel 1983 alla Scuola delle Annales, Dosse si interessò di strutturalismo, nel 1997 ha pubblicato la biografia del filosofo Paul Ricœur, Paul Ricœur. Les sens d'une vie, e dello storico Michel de Certeau. François Dosse è uno dei fondatori della rivista EspacesTemps. Nel 2007, ha pubblicato Gilles Deleuze et Félix Guattari, biographie croisée.
François Dosse attualmente è docente di storia contemporanea presso l'Institut Universitaire de Formation des Maîtres a Créteil.

## Pubblicazioni
- L'Histoire en miettes. Des "Annales" à la "nouvelle histoire", Parigi, La Découverte, 1987 (2 ed. : Presses Pocket, "Agora", 1997).
- Histoire du structuralisme. Tome 1 : Le champ du signe, Parigi, La Découverte, 1991.
- Histoire du structuralisme. Tome 2 : Le chant du cygne, Parigi, La Découverte, 1992.
- L'Instant éclaté. Entretien avec Pierre Chaunu, Parigi, Aubier, 1994.
- L'Empire du sens. L'humanisation des sciences humaines, Parigi, La Découverte, 1995.
- Paul Ricœur. Les sens d'une vie, Parigi, La Découverte, 1997.
- L'Histoire, Parigi, Armand Colin, 2000.
- Michel de Certeau. Le marcheur blessé, Parigi, La Découverte, 2002.
- La Marche des idées. Histoire des intellectuels, histoire intellectuelle, Parigi, La Découverte, 2003.
- Le Pari biographique. Écrire une vie, Parigi, La Découverte, 2005, 2011.
- Paul Ricœur, Michel de Certeau. Entre le dire et le faire, Parigi, Cahiers de l'Herne, 2006.
- Paul Ricœur et les sciences humaines, Parigi, La Découverte, 2007.
- Gilles Deleuze et Félix Guattari, biographie croisée, Parigi, La Découverte, 2007
- Historicités , co-edited by Christian Delacroix and Patrick Garcia, Parigi, La Découverte, 2009.
- Renaissance de l'événement, Parigi, PUF, coll. « Le nœud gordien », 2010.
- Pierre Nora. Homo Historicus, Parigi, Perrin, 2011.
- Castoriadis. Une vie, Parigi, La Découverte, 2014.
- Les hommes de l'ombre : Portraits d'éditeurs, Parigi, Perrin, 2014.